# Bevil Rudd

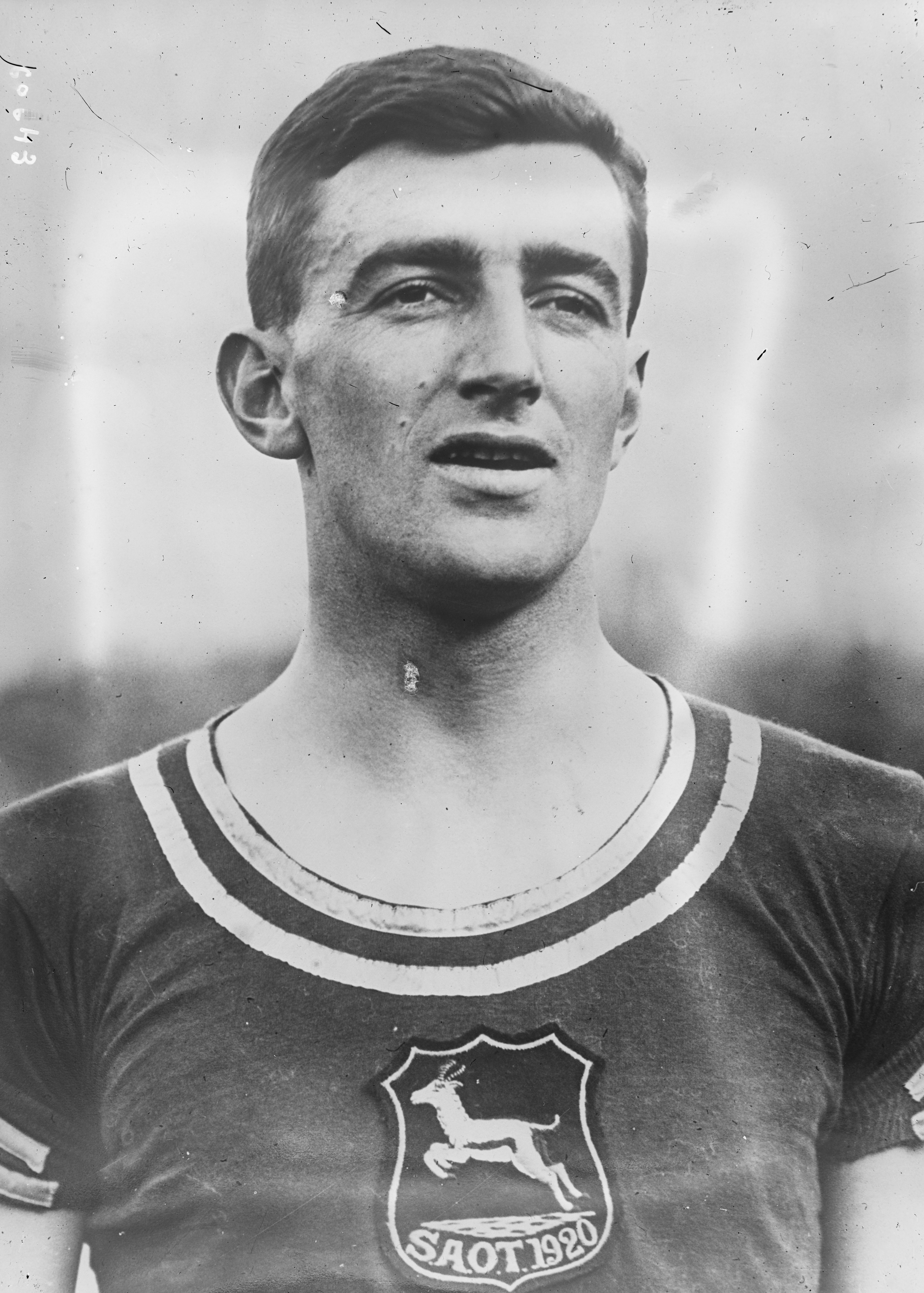
Bevil Rudd 1920

Bevil Rudd (Bevil Gordon D’Urban Rudd; * 5. Oktober 1894 in Kimberley; † 2. Februar 1948 ebenda) war ein südafrikanischer Leichtathlet und Olympiasieger.
Rudd wurde in eine Familie geboren, die eine starke Verbindung zur Familie De Beers, dem größten Diamantenproduzenten, hatte. Er war ein ausgezeichneter Schüler, Student und Athlet, und ein Stipendium an der Universität Oxford war ihm sicher. Rudd diente im Ersten Weltkrieg und wurde mit dem Military Cross für Tapferkeit ausgezeichnet.
In seiner sportlichen Karriere war wohl 1920 sein erfolgreichstes Jahr. Bei den Olympischen Spielen in Antwerpen gewann er die Goldmedaille im 400-Meter-Lauf, vor dem Briten Guy Butler und dem Schweden Nils Engdahl sowie die Bronzemedaille im 800-Meter-Lauf, hinter dem Briten Albert Hill und dem US-Amerikaner Earl Eby. Zum Abschluss gewann er noch die Silbermedaille in der 4-mal-400-Meter-Staffel, zusammen mit seinen Teamkollegen Henry Dafel, Clarence Oldfield und Jack Oosterlaak, hinter dem Team aus dem Vereinigten Königreich von Großbritannien und Irland und vor dem Team aus Frankreich.
Ebenfalls 1920 wurde er britischer Meister über 440 und 880 Yards und wurde zum besten Athleten des Jahres gewählt. 1921 brach er den bestehenden Weltrekord über 440 Yards.
Danach vollendete er sein Studium, ging zurück nach Südafrika und arbeitete als Sportjournalist. 1930 nahm er eine Stelle beim Daily Telegraph an und zog wieder nach London. Diese Stellung behielt er bis nach dem Ende des Zweiten Weltkrieges. Danach zog er wieder nach Südafrika und starb kurz darauf im Alter von 53 Jahren.